# زبان فارسی میانه

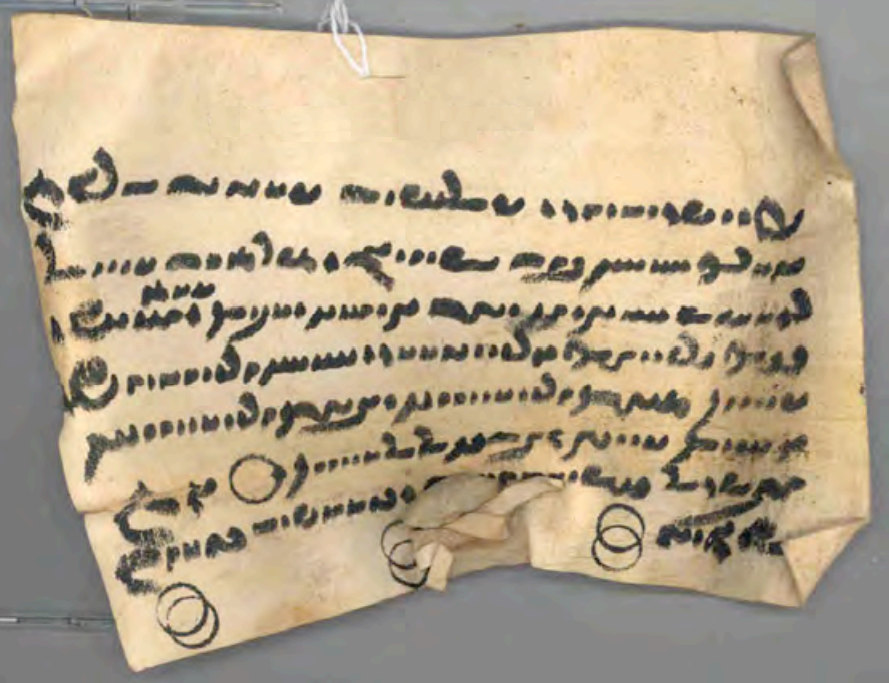
یک سند اداری به خط پهلوی کتابی و زبان فارسی میانه (پهلوی ساسانی)، متعلق به سال ۶۸۹ میلادی، یافت شده در مرکز ایران، نگهداری در کتابخانه برکلی کالیفرنیا، آمریکا.

زبان فارسی میانه، زبان پارسی میانه یا زبان پهلوی ساسانی، با نام رسمی پارسیگ یا پارسیک (به پهلوی سنگ‌نوشته‌ای: 𐭯𐭠𐭫𐭮𐭩𐭪، به مانوی: 𐫛𐫀𐫡𐫘𐫏𐫐، به اوستایی: 𐬞𐬀𐬭𐬯𐬍𐬔)، یکی از زبان‌های ایرانی میانه است که در دوران ساسانی، نخست در جنوب غرب فلات ایران و سپس در جایگاه زبان میانجی در سراسر شاهنشاهی ساسانی، بدان سخن گفته می‌شد. پارسیگ به شاخهٔ زبان‌های ایرانیِ جنوب غربی تعلق دارد و از زبان پارسی باستان ریشه گرفته است و خود نیای زبان فارسی، زبان لری و زبان لارستانی (اچمی) است.فارسی میانه یکی از زبان‌های ایرانی است که بنا به تعریف از اوایل دوران اشکانی، نخست در جنوب غربی ایران و سپس در زمان ساسانیان به‌عنوان زبان رسمی همهٔ شاهنشاهی ایران تا صدر اسلام رواج داشته است. خاستگاه این زبان که فرزند پارسی باستان به‌شمار می‌آید، پارس بود. در دوران اشکانیان فارسی میانه زبانی محلی بود و از پهلوی اشکانی تأثیراتی پذیرفت، تا این که در زمان ساسانیان زبان رسمی شاهنشاهی شد. سنگ‌نبشته‌ها و اسناد ساسانیان و بسیاری از کتاب‌ها به این زبان نوشته می‌شد. با برافتادن ساسانیان و تا چند سده پس از ورود اسلام همچنان تولید اثر به این زبان ادامه داشت. گرچه در عمل زبانی نیمه‌مُرده به‌شمار می‌آمد.
این زبان یا یکی از گویش‌ها یا زبان‌های بسیار نزدیک به آن، پس از دگرگونی و آمیختگی با لهجه‌ها، گویش‌ها و زبان‌های خویشاوند دور و نزدیک و همچنین وارد شدن وام‌واژه‌ها، فارسی نو را به وجود آورده است و شباهت‌های فراوان از نظر واژگانی و از نظر دستوری میان این دو زبان از همین جهت است. در واقع تحولی که از پارسی باستان تا فارسی میانه اتفاق افتاده است بسیار بزرگ‌تر از تحولی است که از فارسی میانه تا پارسی نو رخ داده است. همچنین به احتمال زیاد، ریشهٔ شماری از زبان‌های ایرانی جنوب باختری دیگر، نظیر گویش‌های مختلف زبان لری و زبان لارستانی مانند زبان فارسی به فارسی میانه و از طریق فارسی میانه به پارسی باستان برمی‌گردد.
در مفاتیح العلوم نوشته شده است که یکی از زبان‌های ایران پهلوی است و همین زبان است که پادشاهان در مجالس خود به آن سخن می‌گفتند و آن منسوب است به پهله و پهله نامی است که به پنج شهر اصفهان، ری، همدان، ماه نهاوند و آذربایجان داده شده است.
در دورهٔ ساسانیان، ایرانیان به فارسی میانه گفت‌وگو می‌کردند و در هر شهر و ولایت از لهجه‌ها و گویش‌های مختلف بومی و منطقه‌ای خود استفاده می‌نمودند. این لهجه‌ها و گویش‌ها، تفاوت‌های زیادی با یکدیگر داشتند که حتی باعث می‌شد که مردم نقاط دورتر در فهمیدن سخن یکدیگر دچار مشکل شوند. علت اصلی آن هم این بود که نظام استاندارد یا «معیار» زبان کتبی فارسی میانه منسجم نبود و توان خواندن و نوشتن آن هم محدود به قشر بسیار کوچکی از مردم بود که اصولاً عبارت از دو قشر بودند: دبیران و دهقانان برای نوشتن متون و نامه‌های رسمی، اداری و تجاری و روحانیون جهت ثبت متون دینی.
این زبان از دیدگاه دستوری و واژگانی با گویش‌های محلی نواحی پارس (دشتی، دشتستانی، کوهمره‌ای، لارستانی، اردکانی، بنویی، خلاری و مناطقی از هرمزگان) نزدیکی بسیاری دارد. زبان پهلوی خود گویش‌ها و لهجه‌های متعددی داشته است، اما منابعی که امروزه به آن به‌عنوان نمونه‌هایی مکتوب از این زبان استناد می‌شود بر بنیاد لهجهٔ اصطخری است که خاستگاه خاندان ساسانی بوده است. اصولاً باید بر همهٔ ویژگی‌ها و تفاوت‌هایی که در مقابل یکپارچگی و اصالت فارسی میانه در تمامی متون مربوط جلوه‌گر است، تأکید نمود.

## نام زبان
در نوشته‌های فارسی میانه، نام این زبان پارسیگ (Pārsīg) است که به‌معنای «زبان منسوب به پارس» است.
این زبان رفته‌رفته و به‌طور طبیعی دگرگونی‌هایی به خود دید و در نتیجهٔ این دگرگونی‌ها بعدها تبدیل به زبانی شد که پارسی یا فارسی یا پارسی دری نام داشت. تبدیل شدن خود واژهٔ پارسیگ به پارسی هم از جملهٔ همین دگرگونی‌های طبیعی زبان یادشده بوده است؛ یعنی در این فرایندِ دگرگونی «گ»های پایان واژه می‌افتاده‌اند. بنابراین، در دوره‌های آغازین پس از اسلام، هم زبان فارسی میانه و هم زبان فارسی نو نزد گویشورانشان یک نام داشتند، یعنی پارسیـ (ـگ) یا فارسی (برای نمونه در نوشته‌های نریوسنگ، در شاهنامه و همین‌طور در نوشته‌های عرب‌ها و ایرانیان عربی‌نویس شاهد چنین کاربردی هستیم). ازاین‌رو، مردمانی که اکنون به زبان فارسی سخن می‌گفتند به دلیلی به فارسی میانه یا همان پارسیگ باید نام دیگری می‌دادند تا این دو از هم بازشناخته شوند. زبان فارسی میانه را در متن‌های کهن فارسی نو پهلوی و در متن‌های کهن عربی فهلوی نامیده‌اند. قدیم‌ترین مأخذی که در آن زبان فارسی میانه پهلوی نامیده شده روایت جاحظ (متوفّی به سال ۲۵۵ هـ ق) است. بنابراین، پهلوی نامیدن زبان فارسی میانه دست‌کم از سدهٔ سوم هجری رایج بوده است. دلیل به کار رفتن اصطلاح پهلوی برای نامیدن صورت کهن زبان پارسی آن بود که در سده‌های آغازین پس از اسلام واژهٔ پهلوی دربردارندهٔ این معنی‌ها نیز شده بوده: «ایرانی (در معنای کلی واژه)» و «قدیمی (البته نه هر قدیمی، بلکه راه‌ورسم ایرانی قدیمی، که در شاهنامه بیشتر به این معنی برمی‌خوریم)» حتّی این واژه هاله‌ای از معناهای گوناگونی چون «اشرافی»، «باستانی»، «باشکوه» و.. یافته بوده که بازتاب آن را در شاهنامه می‌بینیم. بنابراین، زبانی که یادآور آیین‌ها و دوره‌های کهن ایران بود به‌سادگی می‌توانست زبان پهلوی نامیده شود. شایان یادآوری است که پَهْلَوی و پَهْلَوانی، یا اشکال عربی‌شدهٔ آن، بَهْلَوی و فَهْلَوی، به زبان‌ها و قوم‌های دیگری چون گویش‌های ایرانی شمال غربی نیز گفته شده است.
واژهٔ پهلوی در واقع به‌معنای «منسوب به پَهْلَو (یا همان پارت)» است. پَهْلَو از دورهٔ هخامنشی به بعد نام یکی از استان‌های شمال شرقی ایران بوده. نام این استان در سنگ‌نوشته‌های هخامنشی پَرثَوَه (-Parθava) آمده است. واژهٔ -Parθava با تبدیل‌های بسیار رایجِ θ به h و r به l و نیز قلب جایگاه این دو در واژه، به پهلو (Pahlaw) بدل شده است. در دورهٔ ساسانی زبان رایج در استان پَهْلَو (یعنی همان استان پارت) را پهلویگ یا پهلوانیگ می‌نامیدند. به سخن دیگر، پهلوی یا پهلوانی در اصل نام زبان دیگری بوده که با زبان فارسی میانه فرق دارد و امروزه آن را در کتاب‌های زبان‌شناسی پهلوی اشکانی یا پارتی می‌نامند.
نخستین بار کارل زالمان نام فارسی میانه (به آلمانی: Mittelpersisch) را برای این زبان به کار برده است. امروزه هم همچنان اصطلاح‌هایی چون پهلوی ساسانی و پهلوی برای نامیدن فارسی میانه به کار می‌رود. البته منظور از پهلوی بیشتر گونهٔ خاصی از فارسی میانه است که در کتاب‌های زردشتی به کار رفته است.
کد استاندارد ایزو ۶۳۹ فارسی میانه pal است.

## پس از اسلام
با آن‌که نام زبان و خط پهلوی از دیوان‌های کارگزاران عرب در ایران برافتاد، اما خط و زبان پهلوی در میان ایرانیان غیرمسلمان و مسلمان تا حدود سدهٔ پنجم کم‌وبیش رواج داشت چنان‌که در برخی از نواحی ایران سنگ‌نگاره‌های سازه‌ها را به خط پهلوی یا به خط کوفی و پهلوی هر دو می‌نوشتند مانند کتیبهٔ برج لاجیم نزدیک زیراب در مازندران که از سدهٔ پنجم هجری و یک خط آن به پهلوی و خط دیگر آن به کوفی است. این برج مقبرهٔ کیا ابوالفوارس شهریار بوده و در تاریخ ۴۱۳ بنا شده است. برج دیگری هم نزدیک برج لاجیم است که ظاهراً در آغاز سدهٔ پنجم بنا شده و کتیبهٔ آن به خط کوفی و پهلوی است. میل رادکان کردکوی نزدیک بندرگز نیز از همین گونه برج‌های آرامگاهی و دارای دو سنگ‌نوشتهٔ کوفی و فارسی میانه است.
در سدهٔ چهارم و پنجم بسیاری از ایرانیان به خط و زبان فارسی میانه آشنایی داشتند. گردآورندگان شاهنامهٔ ابومنصوری و مترجمان شماری از دفترهای پهلوی به پارسی در همین دوره رسالاتی از پهلوی مانند یادگار زریران و کارنامهٔ اردشیر بابکان و داستان‌های بهرام گور و یادگار بزرگمهر و گزارش شترنگ و دیگر نوشته‌ها را به پارسی دری و به خط پارسی بازنویسی کرده و جزو شاهنامه قرارداده بودند. نفوذ زبان فارسی میانه در این بازگفته‌ها به اندازه‌ای بود که پس از نظم آن‌ها به پارسی به‌وسیله دقیقی و فردوسی هم نزدیکی فراوانی میان آن‌ها با اصل پهلوی هریک مشهود است.
در میانه‌های سدهٔ پنجم یکی از کتاب‌های مشهور که گویا اصل آن از دورهٔ اشکانی بوده است یعنی ویس و رامین از متن پهلوی به پارسی گردانده شد و سپس به همت فخرالدین اسعد گرگانی به نظم پارسی درآمد و در این منظومه تأثیر واژگان و ترکیب‌های پهلوی بسیار دیده می‌شود.
آشنایی شاعران و نویسندگان ایران با متون پهلوی و نقل آن‌ها به پارسی تا سدهٔ هفتم هم ادامه داشته است چنان‌که در همین روزگار شاعری به نام زرتشت بهرام پژدو کتاب ارداویرافنامه را از پهلوی به شعر پارسی برگرداند. این شواهد نشانگر آن است که آشنایی ایرانیان با خط و زبان پهلوی ساسانی با فروپاشی حکومت ساسانی یک‌باره از میان نرفت بلکه تا دیرگاه ادامه داشت.

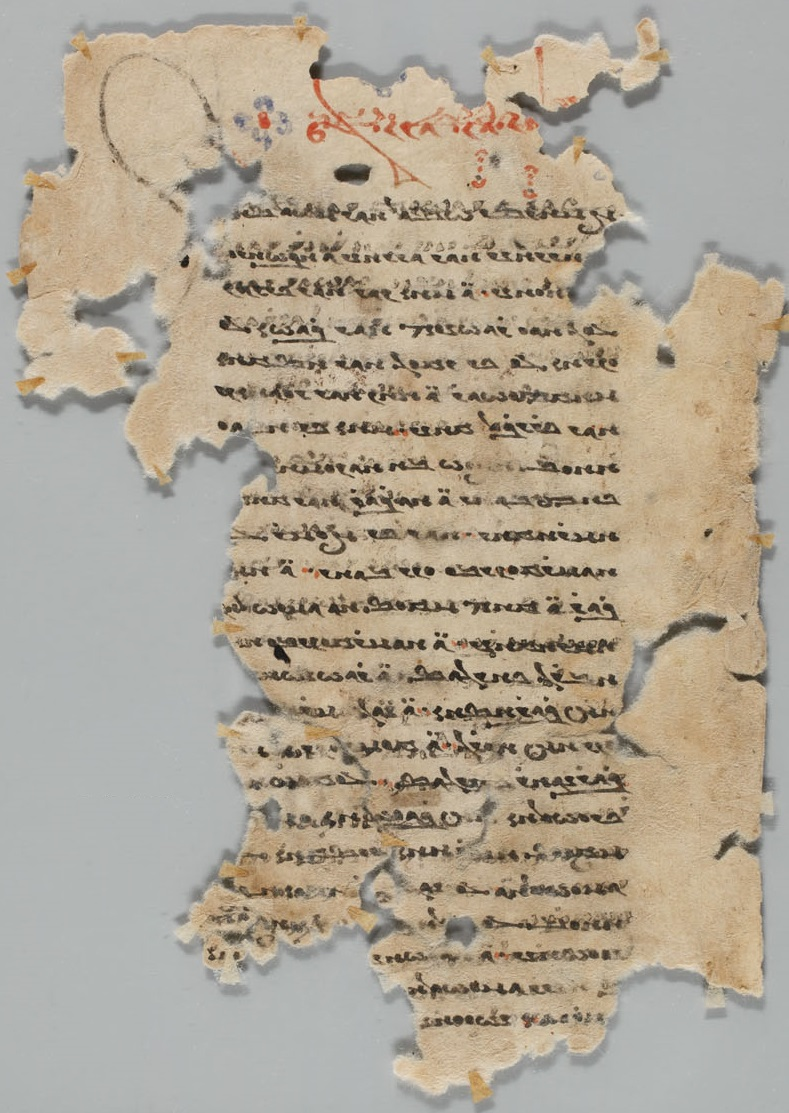
شاپورگان مانی، به زبان فارسی میانه و به خط مانوی، نوشته‌شده در سال ۲۴۰ میلادی، برگی از دست‌نویسی از حدود سدهٔ هشتم میلادی، کشف‌شده در تورفان چین و محفوظ در موزهٔ برلین (M0497)

## آثار فارسی میانه

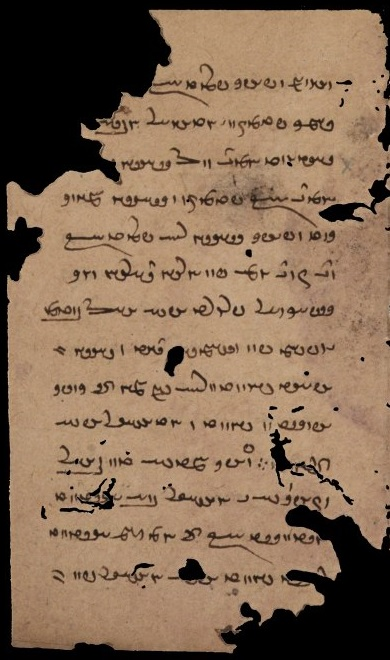
کارنامهٔ اردشیر بابکان به خط پهلوی و زبان فارسی میانه، برگی از دست‌نوشتهٔ پهلوی مهربان کیخسرو، نوشته‌شده در سال ۱۳۲۳ میلادی (Pahlavi Codex MK)

آثاری که از این زبان باقی مانده‌اند دو دسته‌اند: آثار کتیبه‌ای و آثار کتابی. این آثار بعضاً با خطوط متفاوت ولی خویشاوند نوشته شده‌اند. آثار فارسی میانه شامل سکه‌نوشته‌های شاهان ساسانی، کتیبه‌ها، آثار مکتوب عصر ساسانی و سه سدهٔ نخست هجری و متون مانوی می‌شود که به الفباهای نسبتاً متفاوت نوشته شده‌اند. برخی از آثار کتابی فارسی میانه تاریخی و ادبی هستند اما عمدهٔ مطالب را آثار دینی زرتشتی دربر گرفته‌اند. پس از فروپاشی حکومت ساسانی و فتح ایرانشهر به‌دست مسلمانان حجاز شمار زیادی از آثار زبان پهلوی که در دانشگاه گندی شاپور یا سایر نقاط ایران در دست بود به زبان عربی ترجمه شد. نسخهٔ اصلی پهلوی این آثار عمدتاً از میان رفته است. داستان‌های هزار و یک شب، سیرالملوک، ادب الکبیر، کلیله و دمنه، سندبادنامه و شماری اثر علمی و تحقیقی از این دسته هستند. از آثار کتابی مهم عصر ساسانی به زبان فارسی میانه که به دست ما رسیده نیز می‌توان به کارنامهٔ اردشیر بابکان، شاپورگان مانی اشاره کرد. عمدهٔ متون به‌جای‌مانده در سده‌های نخست اسلامی نوشته شده با این وجود احتمالاً بسیاری از آن‌ها تحریر آثار دورهٔ ساسانی بوده‌اند. از مهم‌ترین آثار متأخرِ فارسی میانه می‌توان به آثار پرحجمی مانند بندهشن، دین‌کرد، شایست نشایست، گزیده‌های زادسپرم، دادستان دینی و شکند گمانیک وزار اشاره کرد.

### سنگ‌نبشته‌های فارسی میانه
به‌جز کتاب‌ها و آثاری که در الگوی زیر ذکر شده، پاره‌نوشته‌ها و سنگ‌نوشته‌های پراکنده‌ای نیز از فارسی میانه در نقاط گوناگون سرزمین پهناور ایران قدیم به جای مانده است. این سنگ‌نوشته‌ها شامل آثار مکتوب شاهان نخستین ساسانی و وزرا و ملازمان نزدیک آن‌هاست. الفبای به‌کاررفته در این آثار با الفبای کتابت اندکی تفاوت داشته و به خط پهلوی اشکانی نزدیک است. این کتیبه‌ها بیشتر در پارس، کرمانشاه، کردستان عراق و آذربایجان و حمص سوریه واقع شده‌اند. همچنین در دورهٔ اسلامی نیز کتیبه‌نویسی پهلوی رایج بود و در برخی مناطق شمال ایران کتیبه‌های اسلامی دارای خط پهلوی نیز بوده‌اند مانند برج لاجیم.
برای نمونه ۲۵ سنگ‌نوشتهٔ کوچک به خط پیوسته پهلوی در باروی شهر دربند قفقاز کشف شده بود و اخیراً باستان‌شناسان شش کتیبهٔ دیگر به فارسی میانه نیز در آن‌جا پیدا کردند. این ۳۱ کتیبه نام سنگ‌تراشان یا کسانی را ذکر می‌کند که به نوعی در کشیدنِ دیوار سهم داشتند.

### آثار زند و پازند
در اواخر دورهٔ ساسانی، متون اوستا به زبان فارسی میانه برگردانده شد (یک دلیل این امر گویا مقابله با اعتقادات مزدکی بوده است). اگرچه همه بخش‌های کهن اوستا امروزه در دست نیست، اما بخش‌های زیادی از آن باقی مانده است. این متون فارسی میانه فقط ترجمهٔ صِرف متون اوستایی نیستند، بلکه ترجمه و تفسیر آن‌ها به‌شمار می‌آیند. در دورهٔ ساسانی شمار کسانی که زبان اوستایی را می‌فهمیدند چندان زیاد نبود چراکه زبان اوستایی در آن دوره، زبانی مرده و تقریباً منسوخ به‌شمار می‌رفت. متون پازند که بعدها ایجاد شد، نگارش این تفاسیر و سایر کتاب‌های فارسی میانه به الفبای دین دبیره یا همان خط اوستایی هستند و از آنجاکه آسان‌تر بود برای نگارش به‌کار گرفته شد.

## نمونه متن
پارسیگ:
pad nām ī yazdān
ēdōn gōwēnd kū ēw-bār ahlaw zardušt dēn ī padīrift andar gēhān rawāg be kard. tā bawandagīh [ī] sēsad sāl dēn andar abēzagīh ud mardōm andar abē-gumānīh būd hēnd. ud pas gizistag gannāg mēnōg [ī] druwand gumān kardan ī mardōmān pad ēn dēn rāy ān gizistag *alek/sandar ī *hrōmāyīg ī muzrāyīg-mānišn wiyāb/ānēnīd *ud pad garān sezd ud *nibard ud *wišēg ō ērān-šahr *frēstīd. u-š ōy ērān dahibed ōzad ud dar ud xwadāyīh wišuft ud awērān kard. ud ēn dēn čiyōn hamāg abestāg ud zand [ī] abar gāw pōstīhā ī wirāstag pad āb ī zarr nibištag andar staxr [ī] pābagān pad diz [ī] *nibišt nihād ēstād. ōy petyārag ī wad-baxt ī ahlomōγ ī druwand ī anāg-kardār *aleksandar [ī] hrōmāyīg [ī] mu/zrāyīg-mānišn abar āwurd ud be sōxt.
فارسی:
به نام یزدان

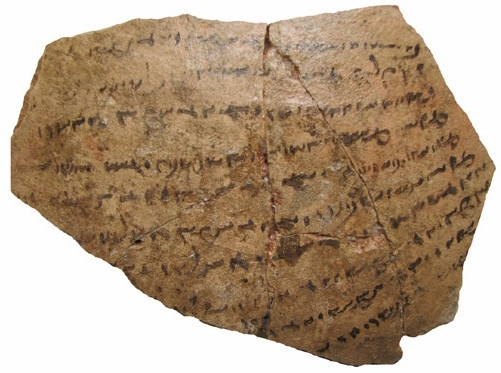
سفال‌نوشته‌ای به خط پهلوی کتابی و زبان فارسی میانه، به تاریخ ۶۱۳ میلادی (ماه اردیبهشت سال ۲۴ و روز زامیاد)، کشف شده در قلعه ایرج ورامین

ایدون گویند که چنان‌که زرتشت درست‌کار دین (مزدیسنا) را پذیرفت، آن را اندر جهان رواج داد. تا سیصد سال دین به پا بود و مردمان هیچ بیم نداشتند. و پس از آن، اهریمن گجسته برای دور کردن مردمان از دین، اسکندر رومی را آفرید و از مصر او را به همراه خشم و خشونت سوی ایرانشهر فرستاد. او فرمانروای ایران را بکشت و دربار را، و همچنین دین را به همراه همه نوشته‌های اوستا و زند (که) با آب طلا بر روی پوستین گاو نوشته شده بودند و در استخر نگهداری می‌شدند را، ویران کرد. اسکندر رومی، آن پستِ بد سرنوشتِ بدعت‌گذار، آن گناه‌کار، همه آن‌ها را بسوخت.

### نمونه شعر
| پارسیگ: Dārom andarz-ē az dānāgān Az guft-ī pēšēnīgān Ō šmāh bē wizārom Pad rāstīh andar gēhān Agar ēn az man padīrēd Bavēd sūd-ī dō gēhān | نظم‌نویسی به فارسی: دارم اندرزی از دانایان از گفتهٔ پیشینیان به شما بگزارم به راستی اندر جهان اگر این از من پذیرد بُوَد سودِ دو جهان |

## واژه‌ها

### افعال
کارهای درخور و ارزشمندی پیرامون شناسایی، واکاوی و ریشه‌شناسی فعل‌های این زبان صورت گرفته است. برای این منظور بنگرید به فعل در زبان فارسی میانه.

### وندها
برخی از وندهای پارسیگ در گذر به پارسی نو، فراموش شده‌اند.
| فارسی میانه               | پارسی نو   | در زبان‌های هندواروپایی دیگر                                            | نمونه                                                                                  |
| ------------------------- | ---------- | ---------------------------------------------------------------------- | -------------------------------------------------------------------------------------- |
| -a                        | نا – بی    | a- در زبان یونانی (مانند اتم)                                          | a-spās «ناسپاس»، a-bim «بی‌باک»، a-čār «ناچار»، a-dād «ناعادل»                          |
| -an                       | نا – ن     | un در انگلیسی، ant- در آلمانی                                          | an-ērān «ناایرانی»، an-ast «نابود» یا «نیست»، an-āhit «ناهید»                          |
| īk- (īg- در پارسیگ متاخر) | نسبت. «ـی» | -ic در انگلیسی، -icus در لاتین، –ikos در یونانی،isku در زبان‌های اسلاوی | Pārsīk «پارسی»، Āsōrik «آشوری»، Pahlavik «پهلوی»، Hrōmāyīk/Hrōmīk «رومی»، Tāzīk «تازی» |

### پسوندهای مکان
| فارسی میانه                    | در زبان‌های هندواروپایی دیگر                                                               | نمونه                                         |
| ------------------------------ | ----------------------------------------------------------------------------------------- | --------------------------------------------- |
| gerd-                          | grād- در زبان‌های اسلاویک                                                                  | سوسنگرد، دارابگرد، ویروگرد: (تلفظ لری بروجرد) |
| vīl-                           |                                                                                           | اردبیل (ارته‌ویل)، کابل (کاول)، زابل (زاول)    |
| āpāt) -ābād در نوشته‌های متاخر) |                                                                                           | اشک‌آباد (عشق‌آباد)                             |
| ـستان                          | stead در انگلیسی، به معنای «شهر»، stan در روسی، به معنای ساکن شدن، stand در زبان‌های ژرمنی | تپورستان (طبرستان)                            |

### هم‌سنجی با فارسی
| پارسیگ                         | پارسی نو                                               | در زبان‌های ایرانی دیگر | در زبان‌های هندواروپایی دیگر |
| ------------------------------ | ------------------------------------------------------ | --- | --- |
| drōd 𐭣𐭫𐭥𐭣                      | dorūd (درود)                                           | دْروت در بلوچی، دَرود در تالشی | |
| pad-drōd 𐭯𐭥𐭭 𐭣𐭫𐭥𐭣              | be dorūd (به درود)، bedrūd (بدرود) در نوشته‌های متاخرتر | پَدْروت در بلوچی | |
| spās 𐭮𐭯𐭠𐭮                      | sipās (سپاس)                                           | Spās در کردی | Spasiba در روسی |
| Pad 𐭯𐭥𐭭                        | Bē (به)                                                | Pa, Be | |
| Az/Ač 𐭬𐭭                       | Az (از)                                                | ač, az, až, aš, ča, ša, ža اَچ، از، اژ، اَش، چه، شه، ژه در بلوچی، اَش در کوهمره‌ای جه در گیلکی                                                                 | za در روسی |
| Šagr𐭱𐭢𐭫, Šēr1                  | Šēr (شیر)                                              | *šagra- در پارسی باستان Šēr در خراسانی | |
| Šīr𐭱𐭩𐭫 1                       | Šīr (شیر)                                              | *xšīra- در پارسی باستان | از *swēyd- در نیاهندواروپایی |
| Asēm 𐭠𐭮𐭩𐭬                      | Āhan (آهن)                                             | Āsin (آسِن) در بلوچی مکرانی و کردی āhin در گیلکی آهِن در کوهمره‌ای، آهِ درلری، وسَن در تالشی                                                                    | Eisen در آلمانی |
| Arjat                          | seem (سیم)                                             | | argentum در لاتین، arsat در ارمنی، airget در ایرلندی کهن، argent در فرانسوی، h₂erǵn̥t- در نیاهندواروپایی |
| Arž                            | Arj (ارج)                                              | Arg در آسی | |
| Ēvārak                         | ایوار، غروب                                            | ēvaraدر لری ēvarدر کردی | |
| Tābestān 𐭲𐭠𐭯𐭮𐭲𐭠𐭭‎               | تابستان                                                | تُوسون در کوهمرهای و لری، تُوسو در دشتی، توستو در خراسانی کاشمری، تاواسون در زبان تالشی                                                                      | |
| Hāmīn 𐭧𐭠𐭬𐭩𐭭                    | عدم ورود به فارسی (به معنای تابستان)                   | Hāmīn در بلوچی و کردی مرکزی Hāvīn در کردی شمالی | |
| Stārag 𐭮𐭲𐭠𐭫𐭪, Star 𐭮𐭲𐭫         | Setāre (ستاره)                                         | ساره زبان تالشی و آساره زبان لری | stella در لاتین، star در انگلیسی و… |
| "dar" (𐭲𐭥𐭫‬‬)                    | Dar (در)                                               | - دَرَز (𐬛𐬀𐬭𐬀𐬢) در اوستایی (daraz in Avestan) - در (𐎭𐎠𐎼𐎹) در فارسی باستان (dar in Old Persian) - دروازه در فارسی بوشهری و زبان اچمی - ده‌رگا در کردی          | - در به اردو - دروازه در عربی بحرینی - द्वार (دوار) در سانسکریت (dvār in Sanskrit) - дворъ در اسلاوی کلیسای باستان (dvoru in Old Church Slavonic) - fores در لاتین (fores in Latin) - θύρα در یونانی باستان (thura in Ancient Greek) - dor یا duru در انگلیسی باستان - Door (ذور) در انگلیسی مدرن - Tür در آلمانی (Tür in German) - deur در هلندی (deur in Dutch) |
| خوراک: 𐭧𐭥𐭫𐭪 (xwarak یا xwārak) | غذا (تهرانی/شیرازی) خوراک (بوشهری)                     | خوراک در زبان اچمی، خۆراک در کردی، خواړه در پشتو، خوراک در بلوچی، ....                                                                                     | खाना (کانا/کهانا) یا खाद्य (خادیا) در هندی/اردو |
| Fradom                         | عدم ورود به فارسی نو (به معنای نخستین)                 | pronin در زبان سنگسری | prathama در سانسکریت، first در انگلیسی، primus لاتین |
| Fradāk                         | Fardā (فردا)                                           | سُوا در دشتی، Səba در تالشی، سِبا در خراسانی | pro- در یونانی، pra در لیتوانیایی و… |
| Murd 𐭬𐭥𐭫𐭣                      | Mōrd (مرد)                                             | merdəki در تالشی | morta در لاتین، murd-er در انگلیسی، mirtvu در روسی کهن و mirtis در لیتوانیایی |
| Rōz 𐭩𐭥𐭬                        | Rūz (روز)                                              | روژ در کردی، روز گیلکی روچ در بلوچی | lois در ارمنی، lux در لاتین. هر دو به معنای «نور» |
| Sāl 𐭱𐭭𐭲                        | Sāl (سال)                                              | sor' در تالشی | Sonne در آلمانی، sārd در ارمنی، солнце در روسی |
| Mādar,mād 𐭬𐭠𐭲𐭥‎                 | Mādar (مادر)                                           | مار در تبری و گیلکی و خراسانی، مات در بلوچی مکرانی، ماس در بلوچی سرحدی، دَیی در کوهمرهای، دَی در دشتی                                                        | māter در لاتین، mater در اسلاوی کلیسایی کهن، motina در لیتوانیایی |
| Pidar,pid 𐭯𐭣𐭫                  | Pēdar (پدر)                                            | پِت در بلوچی مکرانی، پِس در بلوچی سرحدی پی‌یَر در خراسانی، بُوا در دشتی                                                                                         | pater در لاتین، padre در ایتالیایی، fater در ژرمنی کهن |
| Brād,Brādar 𐭡𐭥𐭠𐭣𐭥‎              | Barādar (برادر)                                        | بِرات در بلوچی مکرانی و بِراس در بلوچی سرحدی، برار در لری و برار و گگه در تبری و خراسانی، کاکا در دشتی                                                       | brat(r)u در اسلاوی کلیسایی کهن، brolis در لیتوانیایی، frāter در لاتین، brathair در ایرلندی کهن، bruoder در ژرمنی کهن |
| Xwāh(ar) 𐭧𐭥𐭠𐭧                  | Xāhar (خواهر)                                          | خاخِر و دده در تبری، خاخُر در گیلکی، خار و دَدَ در خراسانی، گُهار (Gohár) در بلوچی، خواهر و دَدِ در لری، دَدَه، دادَه در کوهمره‌ای، دادا (دال دوم معدول به ی) در دشتی | khoyr در ارمنی |
| Duxtar,duxt𐭣𐭥𐭧𐭲𐭫               | Dōxtar (دختر)                                          | دِتِر در تبری، دُهدَر در لری، دُهت در کوهمره‌ای، دُوَهت در گویش دشتی، دهتر (dohtar)، دُهتگ و دُتگ (dóhtag, dottag) در بلوچی                                          | dauhtar در گوتی، tohter در ژرمنی کهن، duckti در پروسی کهن، dowstr در ارمنی، dukte در لیتوانیایی، doch در روسیdaughter در انگلیسی |
| pusar,pus                      | pesar (پسر)                                            | پُس در بلوچی و کوهمره ای، کَل در دشتی puşa در پارسی‌باستان | |
| Ōhāy 𐭠𐭧𐭠𐭩                      | ārī (آری)                                              | اَرِه در تبری هَرِ در لری، ها در خراسانی (هُ نیز در خراسان بکار می‌رود) دشتی                                                                                     | |
| Nē 𐭫𐭠                          | Na (نه)                                                | نا در تبری Nē در خراسانی | no در انگلیسی، nietدر روسی |

### وام‌واژه‌های پارسیگ در عربی
تعداد بیشماری وام‌واژه در عربی وجود دارد که از فارسی میانه به این زبان وارد شده‌اند.
| پارسیگ                               | فارسی   | در زبان‌های هندواروپایی دیگر        | عربی              | فارسی               |
| ------------------------------------ | ------- | ---------------------------------- | ----------------- | ------------------- |
| Burg 𐭡𐭥𐭫𐭢                            | برج     | burg در زبان‌های ژرمنی، به معنای دژ | Burj (برج)        | برج                 |
| A-sar                                | بی‌کران  | siras در سانسکریت. harsar در هیتی  | Azal (أزل)        | بی‌کران              |
| A-pad; a- (پیشوند نفی) + pad (پایان) | بی‌پایان |                                    | Abad (ابد)        | برای همیشه، بی‌پایان |
| Dēn 𐭣𐭩𐭭                              | دین     |                                    | Dīn (دین)         | دین                 |
| Bōstān                               | بوستان  |                                    | Bustān (بستان)    | بوستان              |
| Čirāg                                | چراغ    |                                    | Sirāj (سراج)      | چراغ                |
| Tāg                                  | تاج     |                                    | Tāj (تاج)         | تاج                 |
| Pargār                               | پرگار   |                                    | Firjār (فرجار)    | پرگار               |
| Ravāg                                | فعلی    |                                    | Rawāj (رواج)      | رواج                |
| Ravāk (شکل قدیمی‌تر ravāg)            | فعلی    |                                    | Riwāq (رواق)      | محل گذر             |
| Gund                                 | گردان   |                                    | Jund (جند)        | ارتش                |
| Šalwār                               | شلوار   |                                    | Sirwāl (سروال)    | شلوار               |
| Snāh                                 | سلاح    |                                    | Selah (سلاح)      | سلاح                |
| Rōstāk                               | روستا   |                                    | Ruzdāq (رزداق)    | روستا               |
| Zar-parān                            | زعفران  |                                    | zaʿfarān (زعفران) | زعفران              |
| kādīg                                | قاضی    |                                    | qādˤi (قاضی)      | قاضی                |

### هم‌سنجی نام‌ها در گذر از پارسی کهن به نوین
| پارسی باستان | فارسی میانه          | فارسی    |
| ------------ | -------------------- | -------- |
| Anāhitā      | Anāhid               | Nāhid    |
| Artaxšatra   | Artaxšēr             | Ardašir  |
| Mithra       | Mihr                 | Mehr     |
| Rokh-šwana   | Rokhsāna             | Rowšanak |
|              | Pāpak                | Bābak    |
|              | Āleksandar, Sukandar | Eskandar |
| Pērōč        | Pērōz                | Pīruz    |
| Mithradata   | Mihrdāt              | Mehrdād  |
|              | Borān                | Borān    |
| Husravah     | Husraw, Xusraw       | Khosrow  |
| Zartušt      | Zaratu(x)št          | Zartōšt  |
| Ahura Mazda  | Ōhrmazd              | Hurmoz   |